# 28. september
28. september je 271. dan leta (272. v prestopnih letih) v gregorijanskem koledarju. Ostaja še 94 dni.

## Dogodki
- 1066 – Viljem Osvajalec začne pohod po Britaniji
- 1472 – začetek gradnje tabora v Cerknici
- 1651 – Poljaki in Kozaki podpišejo mirovni sporazum v kraju Biała Cerkiew
- 1864 – ustanovljena prva internacionala
- 1939 – kapitulacija poljske vojske. Tretji rajh in Sovjetska zveza podpišeta končni sporazum o delitvi Poljske. ZSSR in Estonija podpišeta pakt o vzajemni pomoči
- 1940 – Tajska napade Indokino
- 1949 – Sovjetska zveza enostransko odpove pogodbo o prijateljstvu in sodelovanju z Jugoslavijo
- 1961 – Sirija izstopi iz Združene arabske republike
- 1961 – skupščina Slovenije sprejme zakon o knjižnicah
- 1994 – v Baltiškem morju se potopi estonski trajekt Estonia, umre 852 ljudi

## Rojstva
- 1565 – Alessandro Tassoni, italijanski pesnik, pisatelj († 1635)
- 1573 – Caravaggio, italijanski slikar († 1610)
- 1605 – Ismael Bullialdus, francoski astronom († 1694)
- 1803 – Prosper Mérimée, francoski pisatelj († 1870)
- 1828 – Friedrich Albert Lange, nemški filozof in sociolog († 1875)
- 1831 – Fran Levstik, slovenski pesnik, dramatik, kritik, jezikoslovec († 1887)
- 1840 – Rudolf Baumbach, nemški pesnik († 1905)
- 1841 – Georges Benjamin Clemenceau, francoski politik († 1929)
- 1852 – Henri Moissan, francoski kemik, nobelovec 1906 († 1907)
- 1863 – Carlos I., portugalski kralj († 1908)
- 1871 – Pietro Badoglio, italijanski maršal, politik († 1956)
- 1880 – Stanko Premrl, slovenski skladatelj in glasbeni pedagog († 1965)
- 1882 – Eugenio d'Ors y Rovira, španski (katalonski) esejist, filozof, umetnostni kritik († 1954)
- 1905 – Max Schmeling, nemški boksar († 2005)
- 1910 – Ciril Kosmač, slovenski pisatelj († 1980)
- 1915 – Ethel Rosenberg, ameriška vohunka († 1953)
- 1924 – Marcello Mastroianni, italijanski filmski igralec († 1996)
- 1934 – Brigitte Bardot, francoska filmska igralka
- 1955 – Andrej Stare, zdravnik, publicist in športni TV komentator
- 1988 – Saša Pavlin Stošić, srbsko-slovenska igralka

## Smrti
- 929 ali 935 - Václav I., češki knez, svetnik, mučenec (* 907)
- 1045 – Popo iz Treffna, oglejski patriarh
- 1057 – Otto III., švabski vojvoda, markiz Nordgaua (* 995)
- 1088 – Herman Luksemburški, grof Salma, nemški protikralj (* 1035)
- 1197 – Henrik VI., rimsko-nemški cesar, sicilski kralj (* 1165)
- 1213 – Gertruda Andeška, nominalna vojvodinja Meranije, kraljica Ogrske (* 1185)
- 1330 – Elizabeta Pšemisl, češka kraljica (* 1292)
- 1790 – Miklas Joszef Esterházy, avstrijski feldmaršal, mecen (* 1714)
- 1859 – Carl Ritter, nemški geograf (* 1779)
- 1891 – Herman Melville, ameriški pisatelj, pesnik (* 1819)
- 1895 – Louis Pasteur, francoski mikrobiolog, kemik (* 1822)
- 1918 – Georg Simmel, nemški filozof, sociolog (* 1858)
- 1932 – Emil Orlik, češko-avstrijski slikar judovskega rodu (* 1870)
- 1933 – Alexander Freiherr von Krobatin, avstrijski feldmaršal (* 1849)
- 1956 – William Edward Boeing, ameriški letalski konstruktor, industrialec (* 1881)
- 1970 – Gamal Abdel Naser, egiptovski predsednik (* 1918)
- 1971 – Ludvik Mrzel - Frigid, slovenski pisatelj, pesnik, publicist (* 1904)
- 1978 – Janez Pavel I., papež italijanskega rodu (* 1912)
- 1979 – John Herbert Chapman, kanadski fizik (* 1921)
- 1985 – André Kertész, ameriški fotograf madžarskega rodu (* 1894)
- 1989 – Ferdinand Edralin Marcos, filipinski predsednik (* 1917)
- 1991 – Miles Davis, ameriški jazzovski glasbenik (* 1926)
- 2000 – Joseph Philippe Pierre Yves Elliott Trudeau, kanadski predsednik vlade (* 1919)
- 2003 – Elia Kazan, ameriški filmski režiser (* 1909)
- 2013 – Igor Romiševski, ruski hokejist (* 1940)
- 2016 – Šimon Peres, izraelski politik (* 1923)

## Prazniki in obredi
- dan RKBO Slovenske vojske
- UNESCOV Svetovni dan dostopa do informacij